# Сивук, Виталий Олегович
Виталий Олегович Сивук (род. 1 января 1992, Николаев) — шведский, ранее украинский шахматист, гроссмейстер (2014). Выпускник НУК им. Макарова.

## Шахматная карьера
Чемпион Украины до 18 и 20 лет (2009, 2011).
В составе команды «Шахматный клуб Николаева» бронзовый призёр 19-го командного чемпионата Украины (2012) в г. Алуште, а также выиграл серебряную медаль в индивидуальном зачёте (выступал на 2-й доске).
В составе команды «Турбонасос» (Воронежская область) участник 21-го командного чемпионата России (2014) в г.Сочи.
В составе команды «Шахматный клуб Самегрело» победитель 2-го клубного чемпионата Грузии (2015) в пгт. Уреки, а также выиграл золотую медаль в индивидуальном зачёте (выступал на 2-й доске).
Участник 4-х личных чемпионатов Европы (2015—2017, 2019).
Победитель открытого чемпионата Филиппин (2015) и мемориала Чигорина (2019).

## Изменения рейтинга
| График не отображается по техническим причинам. Чтобы исправить это, воспроизведите график в новом формате, если это возможно. |